# 無過失責任
無過失責任（むかしつせきにん、英: Strict liability）とは、不法行為において損害が生じた場合、加害者がその行為について故意・過失が無くても、損害賠償の責任を負うという法理である。

## 概要
元来、裁判所は、不法行為においては被害者が加害者の故意･過失が立証できなければ損害賠償義務も発生しないという過失主義を原則としていたが、科学技術の進歩・交通機関の発達などにより、公害をはじめとして、企業の活動による多くの被害者が生じる事件が増加したため、過失責任主義における矛盾が生じた。これを是正するために講じられたのが、無過失責任の考え方である。
無過失責任は、「利益を得ているものが、その過程で他人に与えた損失をその利益から補填し均衡をとる。」という使用者責任・報償責任の法理、「危険を伴う活動により利益を得ている者は、その危険により発生した他人への損害について、過失の有無にかかわらず責任を負うべきである」とする危険責任の法理が根拠とされる。
したがって、経営者に過失の原因となりうる注意義務違反（英: Negligence）が存在しなかったとしても経営者が責任を問われ、損害賠償義務が発生することになる。

## 沿革
無過失責任は、イギリスのライランズ対フレッチャー判決によって1868年に初めて考案された判定方法である。この事件は、自らの敷地に工場の貯水池を設営した工場主が、工事の不十分さにより貯水池の底から近隣の炭坑に大量の水を漏出させて損害を与えたことから損害賠償請求裁判が提起され、他人がした過失の賠償責任を初めて認めた判例となった。
この法理の諾否や引用については、国や地域によって反応が異なる。例えばインド最高裁は1986年、MCメータ対インド連邦政府判決で、ライランズ対フレッチャー判決よりも厳格な無過失責任を認めた。つまり、重大事故リスクを伴う事業を認可されている企業は、事故処理の費用（被害者への賠償額も含む）を前もって間接費として準備しているものと推定しなければならない。他方、オーストラリアの裁判所はバーニー港湾局対ジェネラル・ジョーンズ社で、無過失責任を注意義務違反に吸収消滅させ、公害は経営者の一般的な過失と見做されるとして扱っている。

### 日本
日本においては、民法が成立した1890年代は過失主義が採用されており、損害賠償義務は行為者のみに発生し、行為者の過失又は故意が立証ができない場合は損害賠償義務も存在しないと見做されていた。1905年の大阪生命保険破綻事件（使途不明金の発生による破綻）では、株主は一切保証を受けることができなかった。
1909年に東京市小石川の工場で発生した醤油品質偽装事件に至って、無過失責任の法理が展開された。民法学者の石坂音四郎は1911年、過失主義は、(1) 機械工業の発達により事変があった場合の損害額が大きくなる大企業時代には適さない（大企業は賠償額を売価中に見積って回収することも可能である）、(2) 資力の劣る使用人が犯した過失に対して損害賠償を求めることは、法律的効果がない、という2点を挙げた。
ただ、その後に日本初の損害保険の再保険会社であった日清火災海上保険が、関東大震災の影響で新規契約引受停止となる事態が発生したときも、裁判に至った記録はない。
足尾銅山鉱毒事件は公害等調整委員会の調停により解決が試みられたが、その後、イタイイタイ病患者対三井金属鉱業、四日市ぜんそく患者対化学工業6社、水俣病患者対チッソと、重大な公害に関する裁判で経営者に対する無過失責任が問われた。
2022年には福島第一原子力発電所事故に起因する、東京電力株主42名対東京電力旧経営陣5名の事件が提起された。東京地方裁判所は13兆円の賠償を認めたが、東京高等裁判所（木納敏和裁判長）は2025年6月、事故の近因と考えられた大津波の予見可能性（foreseeabilityまたはpredictability）は東電側にはなかったとして地裁判決を取り消した。

## 主な無過失責任の根拠法
- 無権代理人の相手方に対する履行又は損害賠償（民法第117条）
- 売主の瑕疵担保責任(過失責任とする説もある)（民法第570条）
- 委任者の受任者に対する損害賠償（民法第650条）
- 工作物責任（民法第717条）
- 取締役が自己のためにした取引（会社法第428条）
- 製造物責任（製造物責任法）
- 大気汚染に対する事業者の賠償責任（大気汚染防止法第25条）
- 水質汚濁に対する事業者の賠償責任（水質汚濁防止法第19条）
- 鉱害賠償責任（鉱業法第109条〜第116条）
- 宇宙空間の活動における国家への責任集中（宇宙条約第6条、第7条）
- 公の営造物の責任（国家賠償法第2条）